# 二階堂行村
二階堂 行村（にかいどう ゆきむら）は、平安時代後期から鎌倉時代中期にかけての武士。鎌倉幕府評定衆。

## 略歴
久寿2年（1155年）、二階堂行政の子として誕生。
行村は文筆の家ながら京で検非違使となったことから山城判官と呼ばれ、鎌倉では侍所の検断奉行（検事兼裁判官）として活躍している。和田合戦では『吾妻鏡』1213年（建暦3年）5月4日条に「山城判官行村奉行たり。行親・忠家これを相副う」とあり、行村が北条方の軍奉行とみて間違いないだろうとされ、『吾妻鏡』の和田合戦の多くは行村が取り纏めた史料によると見られている。その戦功によって相模国大井荘を与えられた。建保6年（1218年）、源実朝の左近衛大将任命の際に鎌倉へ下向した長井時広の、京への帰還願いを実朝へ取り次いでいる。また、同年に隠岐守となる。翌年、行村が奉行を務めた鶴岡八幡への拝賀で実朝が殺害されると、出家して行西と名乗った。嘉禄元年（1225年）より評定衆。
伊勢国益田庄地頭となり嘉禎4年（1238年）に同地で没した。

## 関連作品
テレビドラマ
- 『草燃える』（1979年、NHK大河ドラマ、演：林邦明）